# Plaza de Aladro
La Plaza de Aladro es una plaza situada en Jerez de la Frontera (Andalucía, España). Situada en el ensanche del siglo XVIII que tuvo lugar en los antiguos Llanos de San Sebastián, debe su nombre a Juan Pedro Aladro y Kastriota, jerezano aspirante por línea materna al trono albanés y que sufragó la creación de la plaza.

## Origen
Su padre, Juan Pedro Domecq Lembeye, había adquirido el Palacio del Marqués de Montana, pasándose a llamar entonces Palacio de Domecq. Dicho palacio, levantado en los Llanos de San Sebastián, dejaría dos espacios a cada lado.
A un lado permanece lo que actualmente se conoce como Alameda Cristina y al otro lado, su hijo Juan Pedro Aladro y Kastriota crearía la plaza que lleva su nombre, costeando la pavimentación y el ajardinado, así como la fuente que preside la zona central. En dicha fuente se puede leer una inscripción que reza Donada a la ciudad por J.P. de Aladro 1898.  

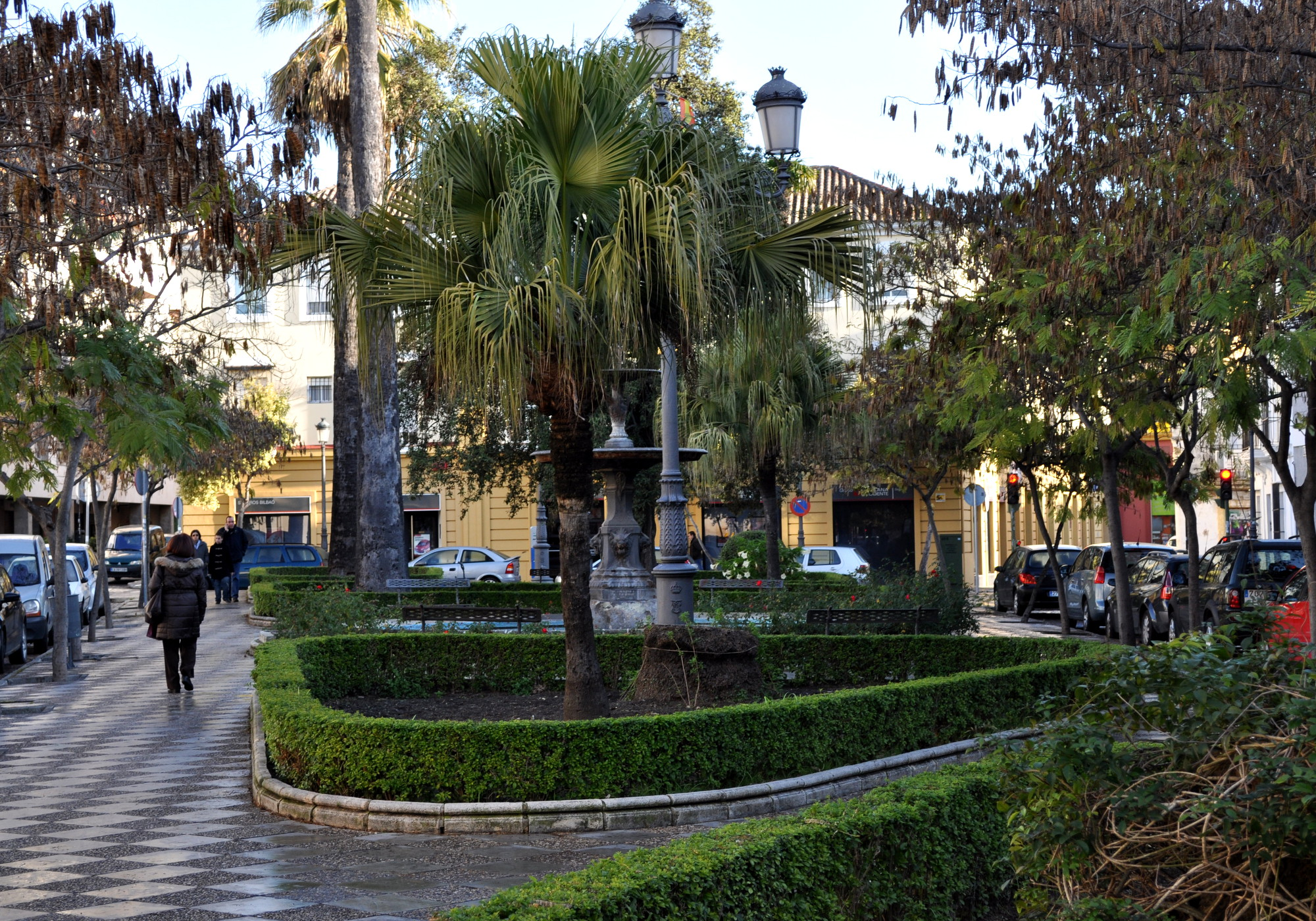
Jardines y fuente de la Plaza de Aladro.

## A destacar

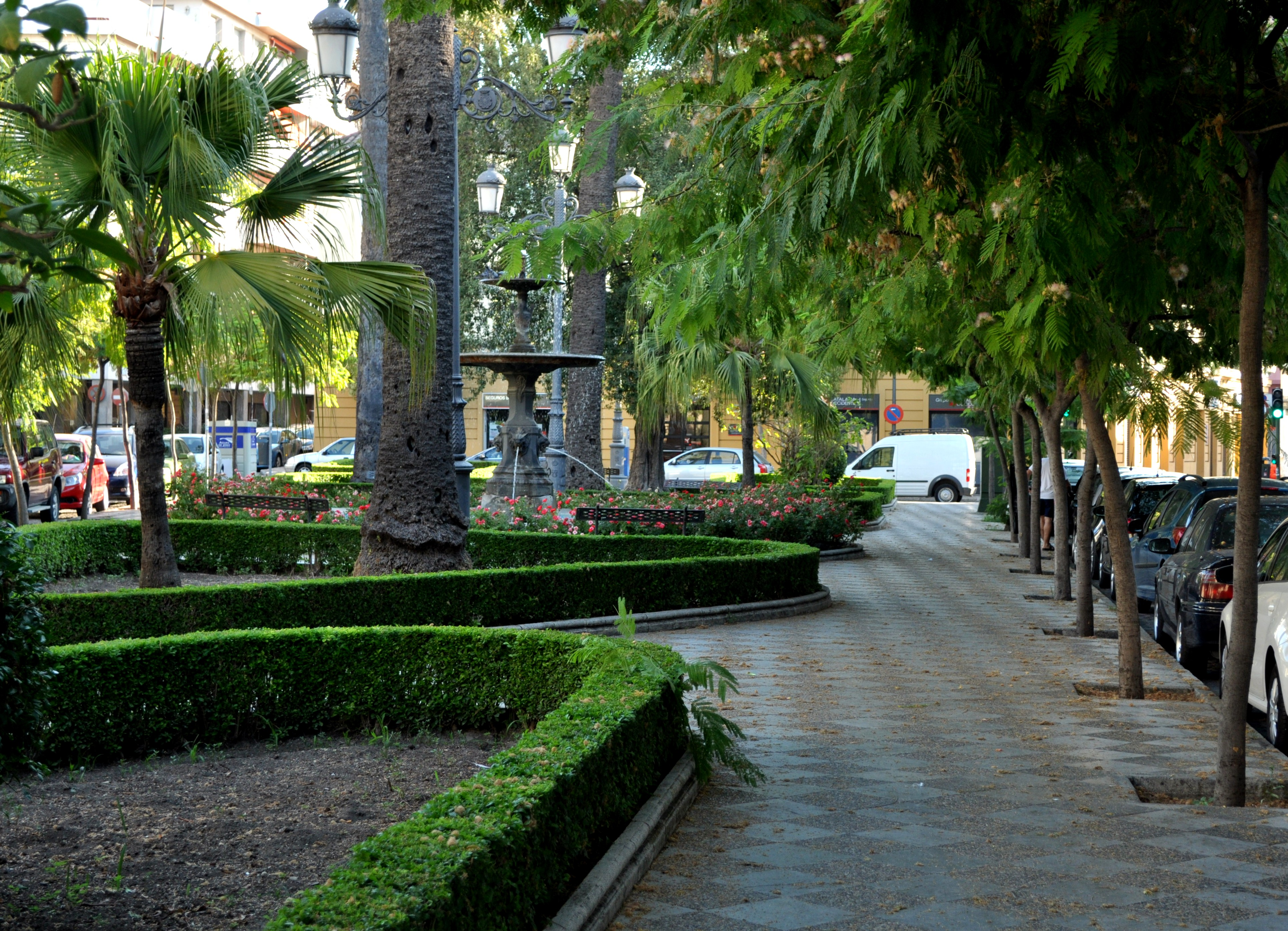
Jardines y fuente de la Plaza de Aladro.

Los edificios de mayor interés son el Palacio de Domecq (lateral) y el Convento de Santo Domingo (trasero). En este último, destaca la gran portada denominada Puerta del Campo, de 1696, siendo edificada por el dominico fray Diego Díaz.
Resulta de interés la fuente situada en el centro de la plaza, ya que, según la inscripción que en ella se puede leer, fue diseñada y fabricada en 1898 en las "Fonderies et teliers d'art de Val-d'Osne. Boul. R Voltaire, 58 Paris".
En cuanto a las calles, las más relevantes que confluyen en la plaza son:
- Calle Rosario: comunica la plaza con la Plaza de San Andrés, donde se ubica el Conservatorio Municipal de Música. Debe su nombre a una capilla de la Iglesia de Santo Domingo.
- Calle Santo Domingo: llamada así por el convento del mismo nombre, comunica la plaza con el parque González Hontoria.
- Calle Zaragoza: comunica la plaza con la Plaza de Toros. Llamada en honor al protagonismo de la ciudad aragonesa en la Guerra de la Independencia, esta calle mantuvo en la esquina de varios de sus edificios cañones que según leyendas populares, dejó el ejército napoleónico tras su marcha de la ciudad el 26 de agosto de 1812.